# Saint-Martin-de-Boscherville
Saint-Martin-de-Boscherville är en kommun i departementet Seine-Maritime i regionen Normandie i norra Frankrike. Kommunen ligger i kantonen Duclair som tillhör arrondissementet Rouen. År 2022 hade Saint-Martin-de-Boscherville 1 528 invånare.

## Befolkningsutveckling
Antalet invånare i kommunen Saint-Martin-de-Boscherville
| Referens: INSEE |